# Makoto Hasebe
Makoto Hasebe (Fujieda, Shizuoka, 18 de janeiro de 1984) é um ex-futebolista japonês que atuava como meia.

## Títulos
Urawa Red Diamonds
- Copa da Liga Japonesa: 2003
- Copa do Imperador: 2005 e 2006
- Campeonato Japonês: 2006[1]
- Supercopa Japonesa: 2006[1]
- Liga dos Campeões da AFC: 2007

Wolfsburg
- Campeonato Alemão : 2008–09

Seleção Japonesa
- Copa da Ásia: 2011

Eintracht Frankfurt
- Copa da Alemanha: 2017–18
- Liga Europa da UEFA: 2021–22

### Prêmios individuais
- Futebolista Asiático do Ano: 2018
- Equipe do Ano da Liga Europa da UEFA: 2018–19